# Washdyke
Washdyke' est une banlieue industrielle (en) située au nord de la ville de Timaru, dans le sud de la région de Canterbury, dans l’île du Sud de la Nouvelle-Zélande.

## Situation
La route State Highway 1/S H 1 passe à travers la ville de Washdyke sur son chemin vers le nord pour sortir de la ville. 
Le terminus nord de la route State Highway 8/S H 8 (en) se situe aussi au niveau de la ville de Washdyke.

## Histoire
La ligne de chemin de fer de la  principale ligne du sud de l’île du sud (en) passe à travers la ville de Washdyke, et était autrefois le siège d’une jonction du chemin de fer.
Le 18 février 1874, la construction d’un embranchement ferroviaire  débuta en direction de la ville de Pleasant Point; 
Cette ligne fut ensuite connue sous le nom de la branche de Fairlie (en), quand elle fut ouverte au-delà de ‘Pleasant Point’ vers la ville de Fairlie en 1884.
Le déclin du trafic conduisit à la fermeture de la branche le 2 mars 1968 et depuis lors, la “ Main South Line est la seule ligne de chemin de fer passant à travers la ville de  Washdyke.
Le service passager à Washdyke a cessé le 10 février 2002 avec la fermeture de la ligne express du Southerner (en), qui opérait entre les villes de Christchurch et celle d’Invercargill.

## Caractéristique
Plus au sud de la banlieue se trouve lagon de Washdyke (en), un lagon soumis à la marée, de taille moyenne avec une grande variété d’oiseaux de type échassiers.

## Évènements
Washdyke est le siège des courses de chevaux attelés de la ville de  Timaru, qui sont nommées pour l’ancien résident le plus fameux de la banlieue, le champion de course de chevaux Phar Lap.